# Pío VIII
Pío VIII (en latín: Pius PP. VIII), de nombre secular Francesco Saverio Castiglioni (Cingoli, 20 de noviembre de 1761-Roma, 30 de noviembre de 1830), fue el 253.er papa de la Iglesia católica entre 1829 y 1830. Fue cardenal-prefecto de la Congregación del Índice entre 1821 y 1829. Durante ese período prohibió, entre otras, la lectura de la Crítica de la razón pura de Immanuel Kant (decreto del 8 de julio de 1827).

## Biografía

### Primeros años y formación
Fue el tercero de los ocho hijos del conde Ottavio Castiglioni y de la condesa Sanzia Ghislieri. 
Estudió teología en el Collegio Campana de los jesuitas de Osimo y más tarde (1795) se doctoró en derechos civil y canónico en la Universidad de Bolonia.

### Sacerdocio
En 1785 fue ordenado sacerdote. 
Fue nombrado vicario general en las ciudades pontificias de Anagni (1788), Fano (1790) y Ascoli Piceno (1797).

### Episcopado
Consagrado obispo de Montalto (1800) por Pío VII, instó a este, tras su ruptura con Napoleón, a permanecer firme en la defensa de los derechos de la Santa Sede. Tal actitud le valdría, por parte del Emperador, la persecución y el destierro en Milán, Pavía, Mantua, Turín y otra vez Milán. A la caída de Napoleón regresó a su diócesis de Montalto.

### Cardenalato
En 1816 fue nombrado cardenal del título de Santa Maria in Traspontina y trasladado al obispado de Cesena. Regresó a Roma en 1821 al ser nombrado prefecto de la Congregación del Índice y Gran Penitenciario de la Curia Pontificia. Este mismo año fue ascendido a ser cardenal obispo de Frascati En la curia romana secundó las iniciativas de Ercole Consalvi, cardenal diácono de Santa Maria ad Martyres y secretario de Estado, al que manifestó siempre una gran admiración.

## Papado

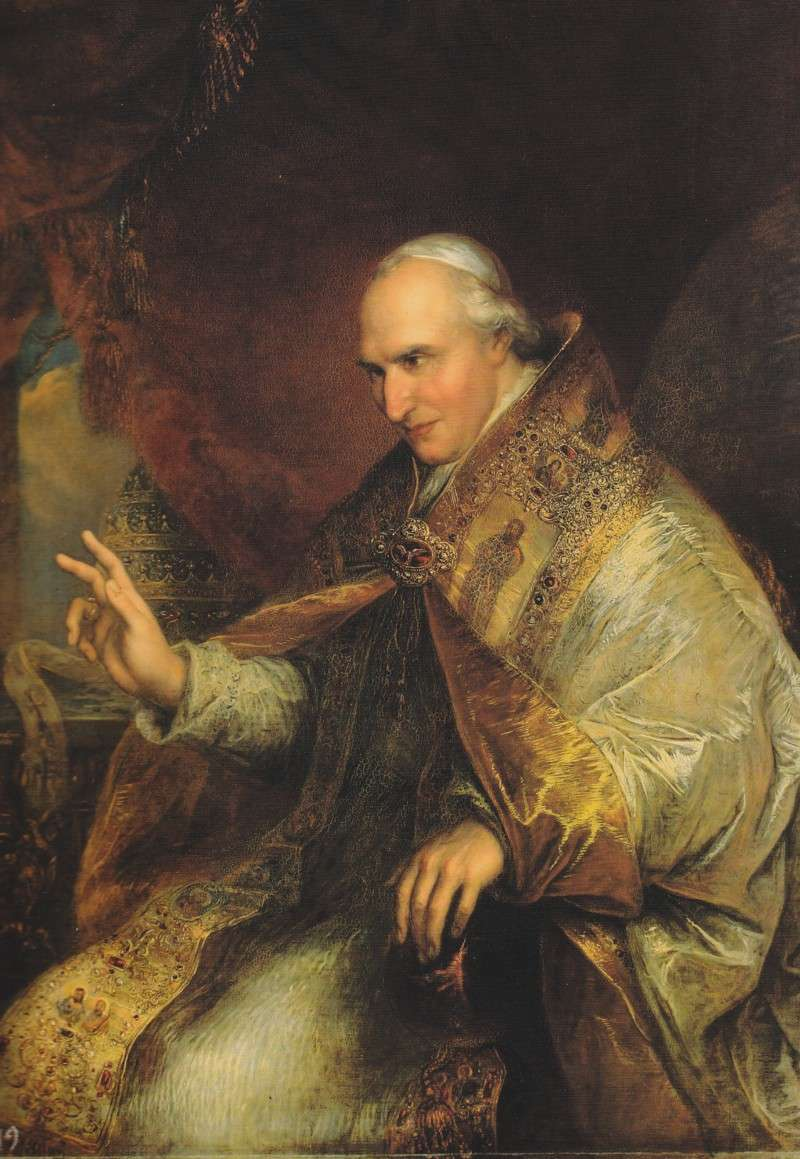
Pío VIII

### Elección
Su ascenso al pontificado tuvo lugar en el cónclave que siguió al fallecimiento de León XII y que tuvo lugar en el palacio del Quirinal de Roma. Fue elegido el 31 de marzo de 1829 y coronado cinco días después por el cardenal Giuseppe Albani, protodiácono de Santa Maria in Via Lata. 

### Gobierno

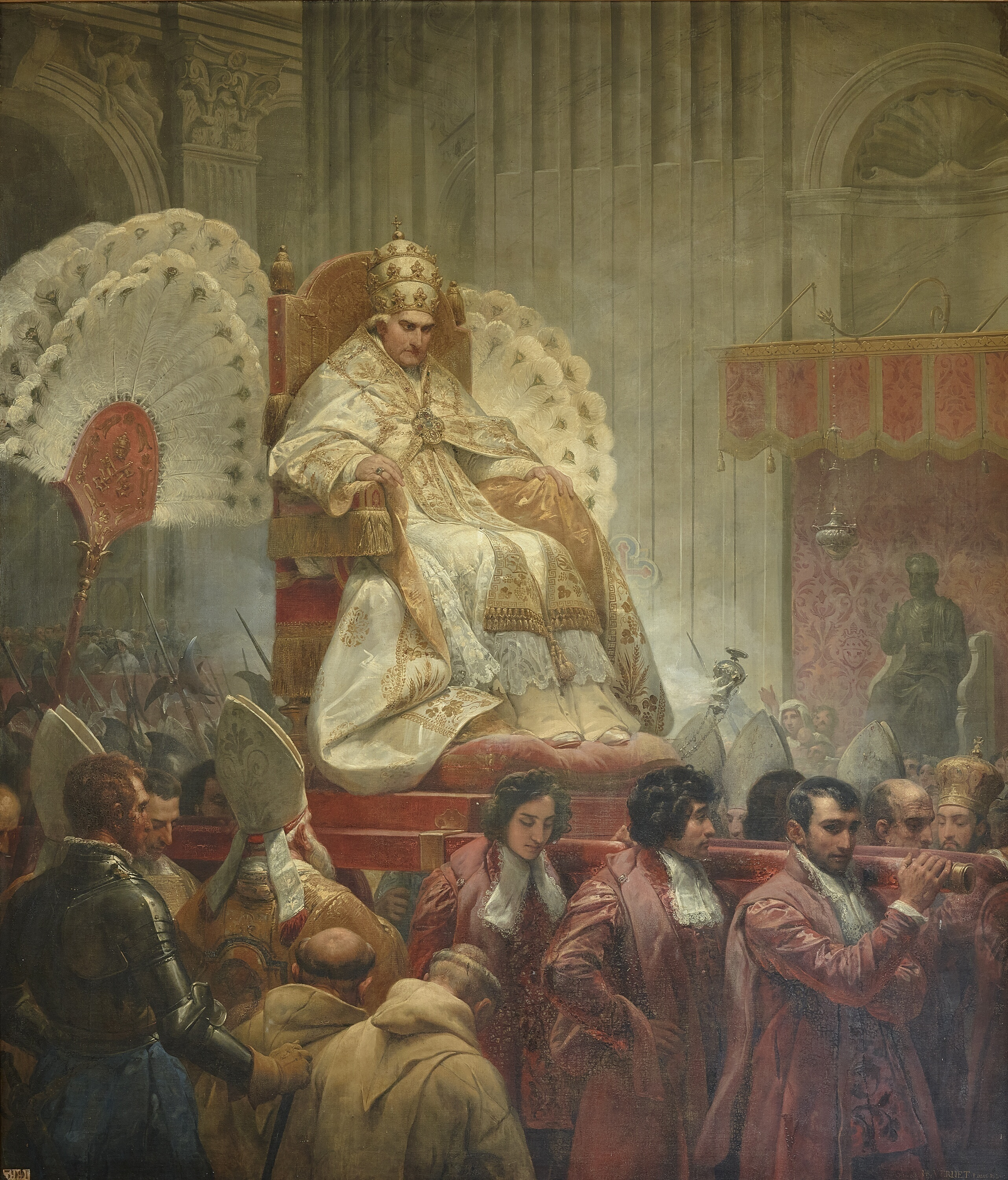
Pío VIII sobre la silla gestatoria, pintura de Horace Vernet, 1829

En sus actos iniciales prosiguió en diversos aspectos la obra de su predecesor: condena de las corrientes racionalistas y liberales, represión del carbonarismo, fomento e impulso de la obra misional, prudencia ante los movimientos de emancipación civil y política de los católicos en Gran Bretaña, Bélgica y Polonia. Su defensa del orden constituido y de la Europa de la Santa Alianza no impidió, sin embargo, su firme repulsa ante los intentos de Federico Guillermo III de Prusia de someter los matrimonios mixtos, celebrados en sus estados católicos, a una legislación protestante, que prescribía el que los hijos legítimos de tales matrimonios habían de ser educados en la religión paterna. Por el breve Litteris altero abhinc armo, del 25 de marzo de 1830, manifestó que en la celebración de los matrimonios mixtos en los que la educación católica de los futuros hijos no hubiera quedado previamente establecida, los prelados sólo permitirían la asistencia pasiva del sacerdote. 
En su encíclica Traditi humiliati condenó el indiferentismo religioso, el jansenismo y las sociedades secretas. 
La Revolución de julio de 1830 en Francia contra Carlos X provocó una oleada de violento anticlericalismo. Pío VIII reconoció la monarquía liberal de Luis Felipe de Orleans y ordenó al episcopado francés la sumisión al nuevo orden político. Aprobó las resoluciones del Concilio de Baltimore. El Pontífice trató también de mejorar la administración temporal de los dominios de la Santa Sede y de mejorar las condiciones de vida de las clases más humildes.

## Muerte

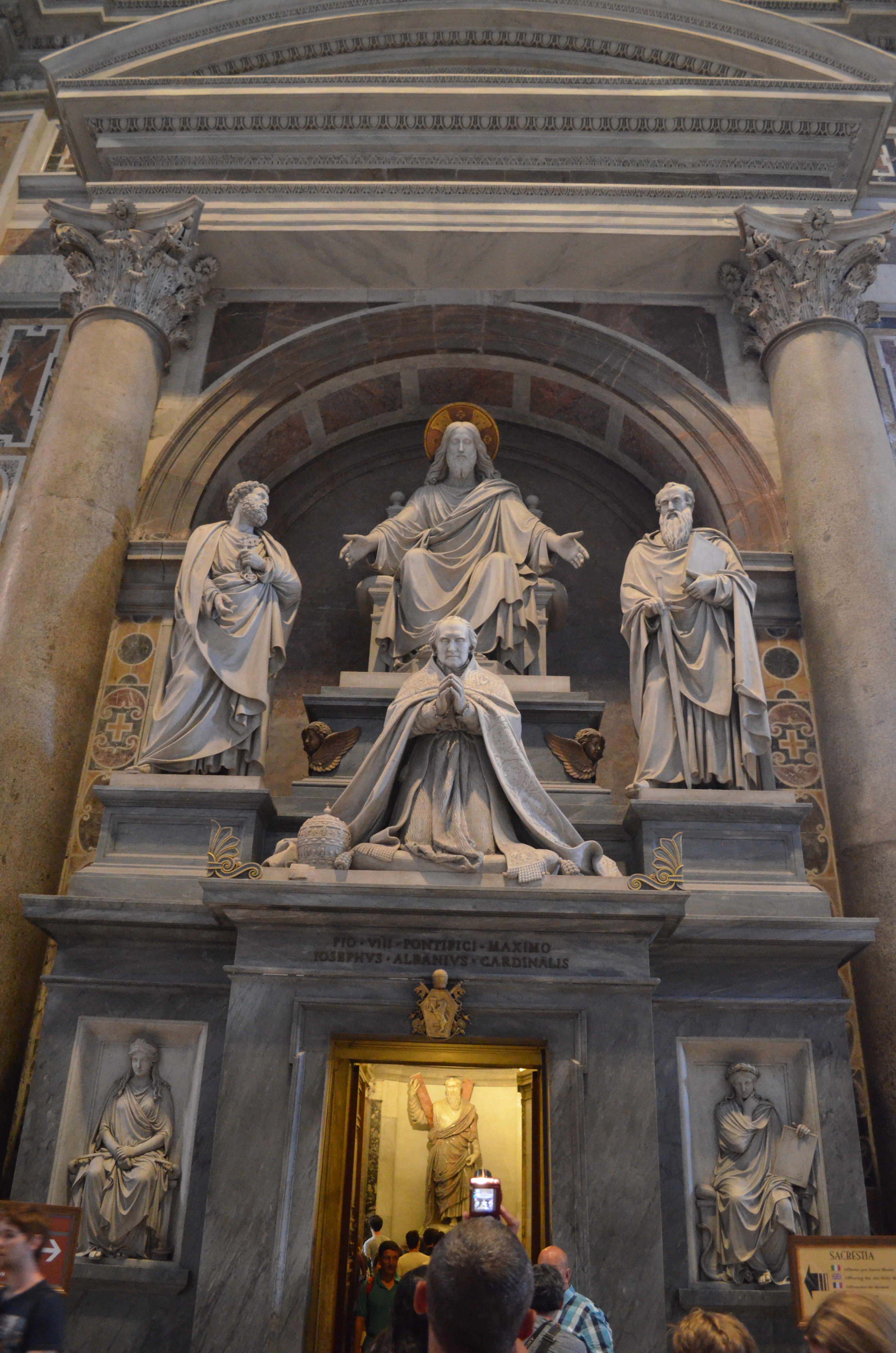
Monumento funerario de Pío VIII, obra de Pietro Tenerani, realizada entre 1853 y 1866.

Enfermo durante casi todo su pontificado, falleció en Roma el 30 de noviembre de 1830. En 1846 sus restos fueron trasladados a las grutas vaticanas de San Pedro.
Las profecías de San Malaquías se refieren a este papa como Vir religiosus (El varón religioso), cita muy ambigua.